# Dwudziesto-dwunastościan rombowy mały

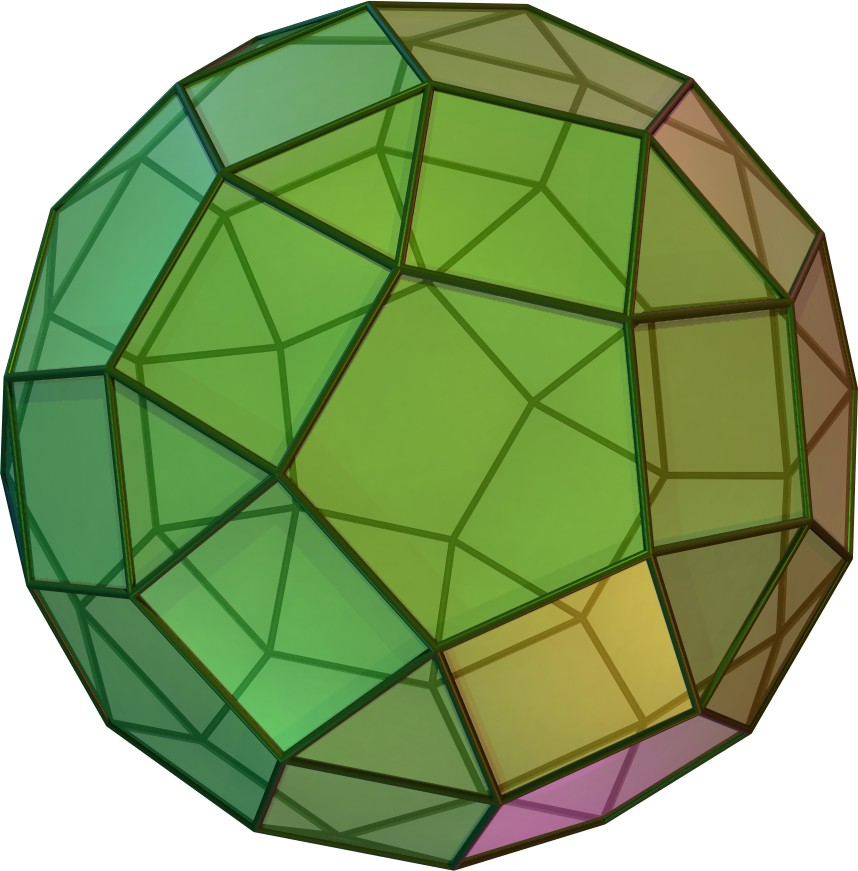
Dwudziesto-dwunastościan rombowy mały

Dwudziesto-dwunastościan rombowy mały

Przykładowa siatka Dwudziesto-dwunastościanu rombowego małego

Dwudziesto-dwunastościan rombowy mały (lub dwunasto-dwudziestościan rombowy mały) ma
60 wierzchołków, 120 krawędzi i 62 ściany (20 trójkątów równobocznych, 30 kwadratów i 12 pięciokątów foremnych).